# Петропавловка (Молчановский район)
Петропавловка — исчезнувшая деревня в Молчановском районе Томской области России. На момент упразднения входила в состав Колбинского сельсовета. Упразднена в 1979 г.

## География
Располагалась на левом берегу реки Верхняя Тюва выше места впадения её в реку Татош, в 6 км (по прямой) к юго-западу от села Колбинка.

## История
Деревня была основана в 1913 г. В 1926 году так называемые Петропавловские хутора состояли из 62 хозяйств. В административном отношении являлись центром Петропавловского сельсовета Молчановского района Томского округа Сибирского края.
Решением Молчановского райисполкома от 08.07.1975 № 160 деревня исключена из учётных данных.

## Население
| 1926 | 1939 | 1952 | 1959 | 1970 |
| ---- | ---- | ---- | ---- | ---- |
| 267  | ↘251 | ↘208 | ↘77  | ↘48  |

Согласно переписи 1926 года основным населением посёлка были латыши.